# John Edward Gray
John Edward Gray (12 de febrero de 1800-7 de marzo de 1875) fue un importante naturalista, curador, botánico, briólogo, algólogo, zoólogo, micólogo, inglés. Era el hermano mayor del farmacéutico y zoólogo George Robert Gray.
John Gray fue director de Zoología en el Museo Británico en Londres desde 1840 hasta la Navidad de 1874.
Publicó varios catálogos de las colecciones del museo que incluyeron discusiones comprensivas de grupos animales así como las descripciones de nuevas especies. Mejoró las colecciones zoológicas para ponerlas entre las mejores del mundo.
Gray nació en Walsall, hijo de Samuel Frederick Gray (1766-1828), farmacólogo bien conocido y botánico de su tiempo. Su familia se trasladó a Londres dónde Gray estudió medicina. Ayudaba a su padre en el trabajo The Natural Arrangement of British Plants (1821). Sintió profundo interés fue por la botánica y la zoología.
Se unió al departamento de Zoología del Museo Británico en 1824 para ayudar John George Children a catalogar la colección de reptiles. En 1840 tomó a Children como Guardián de Zoología.
Gray también estaba interesado en los sellos postales; el 1 de mayo de 1840, el día que los "Penny Black" salieron a la venta, compró algunos con el objeto de salvarlos, haciéndose así el primer coleccionista filatelista conocido del mundo.
También fue uno de los primeros en elaborar un catálogo filatélico con todas las emisiones del mundo.

## Trabajos
- 1821. A natural arrangement of Mollusca, according to their internal structure. London Medical Repository 15 : 229–239
- 1824. A revision of the family Equidae. Zool. J. Lond. 1 : 241-248 pl. 9
- 1824. On the natural arrangement of the pulmonobranchous Mollusca. The Annals of Philosophy, new series 8 : 107–109
- 1825. An outline of an attempt at the disposition of the Mammalia into tribes and families with a list of the genera apparently appertaining to each tribe. Ann. Philos. (ns) 10 : 337-344
- 1825. "A list and description of some species of shells not taken notice of by Lamarck (continued)". Annals of Philosophy (2) 9: 407-415
- 1830 - 1835. Illustrations of Indian Zoology (con Thomas Hardwicke)
- 1831. The Zoological Miscellany. To Be Continued Occasionally. Londres: Publicado por Treuttel, Wurtz and Co.
- 16 de octubre de 1840. Shells of molluscous animals. En: Synopsis of the contents of the British Museum, ed. 42: 105-152
- 4 de noviembre de 1840. Shells of molluscous animals. En: Synopsis of the contents of the British Museum, ed. 42, 2.ª impresión: 106-156
- Noviembre de 1847. "A list of genera of Recent Mollusca, their synonyma and types". Proceedings of the Zoological Society of London, 15: 129-182
- 1850 Figures of molluscous animals selected from various authors. Grabado para el uso de los estudiantes por M.E. Gray. Volumen 4. Longman, Brown, Green & Longmans, Londres. iv + 219 pp.
- 1855 - 1870. Catalog of Shield Reptiles
- Octubre del 860. "On the arrangement of the land pulmoniferous Mollusca into families". Annals and Magazine of Natural History, serie 3, 6: 267-269
- 1862. A Hand Catalogue of Postage Stamps for the use of the Collector. Londres: Robert Hardwicke. en línea
- 1862. Notice of a new species of dolphin (Delphinus catalania), discovered in North Australia by Mr John Macgillivray. Proc. Zool. Soc. Lond. 1862 : 143-145
- 1863. Description of some new species of mammalia. Proc. Zool. Soc. Lond. 1862 : 261-263 pls 33-35
- 1864. Handbook of British Water-Weeds or Algae. R. Hardwicke, Londres. iv + 123 pp.
- 1864. On the Cetacea which have been observed in the seas surrounding the British Islands. Proc. Zool. Soc. Lond. 1864 : 195-248
- 1865. Notes on the whales of the Cape. Proc. Zool. Soc. Lond. 1865 : 357-359
- 1865. Notice of a new species of Australian Sperm Whale (Catodon krefftii) in the Sydney Museum. Proc. Zool. Soc. Lond. 1865 : 439-442
- 1866. Catalogue of Seals and Whales in the British Museum. Londres : British Museum vii + 402 pp.
- 1866. A revision of the genera of pteropine bats (Pteropidae), and the descriptions of some apparently undescribed species. Proc. Zool. Soc. Lond. 1866 : 62-67
- 1866. A revision of the genera of Rhinolophidae, or horseshoe bats. Proc. Zool. Soc. Lond. 1866 : 81-83
- 1866. Notes on the skulls of dolphins, or bottlenose whales, in the British Museum. Proc. Zool. Soc. Lond. 1866 : 211-216
- 1866. Notes on the skulls of sea-bears and sea-lions (Otariadae) in the British Museum. Ann. Mag. Nat. Hist. (3) 18 : 228-237
- 1866. Notes on some Mammalia from Port Albany (Cape York Peninsula), North Australia, with the descriptions of some new species. Proc. Zool. Soc. Lond. 1866 : 219-221 pl. 25
- 1867. Lithothrix, a new genus of Coralline. The Journal of Botany, British and Foreign 5 : 33
- 1867. Notes on the variegated or yellow-tailed rats of Australasia. Proc. Zool. Soc. Lond. 1867 : 597-600
- 1869. Additional notes on Sea-Bears (Otariadae). Ann. Mag. Nat. Hist. (4) 4 : 264-270
- 1870. Observations on the Whales described in the 'Ostéographie' &c. Ann. Mag. Nat. Hist. (4) 6 : 154-157
- 1870. Notes on the skulls of the genus Orca in the British Museum, and notice of a specimen of the genus from the Seychelles : O. capensis. Proc. Zool. Soc. Lond. 1870 : 70-77
- 1871. Supplement to the Catalogue of Seals and Whales in the British Museum. Londres : British Museum xi 109 pp.
- 1871. Notes on the Berardius of New Zealand. Ann. Mag. Nat. Hist. (4) 8 : 115-117
- 1871. On Euchelymys a new genus and two new species of Australian freshwater tortoises. Annals and Magazine of Natural History. (4) 8 : 117-118
- 1872. On the genus Chelymys and its allies from Australia. Proceedings of the Zoological Society of London : 504-514
- 1872. Notice of a new Netted Sponge (Meyerella) from the Philippines. Annals and Magazine of Natural History (4) 10 : 76
- 1872. On the Sea-Bear of New Zealand (Arctocephalus cinereus) and the North-Australian Sea-Bear (Gypsophoca tropicalis). Proc. Zool. Soc. Lond. 1872 : 653-662
- 1873. Remarks on some of the species in the foregoing paper [Hector, 1873]. Ann. Mag. Nat. Hist. (4) 11 : 107-112
- 1873. Notice of the skeleton of the New Zealand Right Whale (Macleayius australiensis) and other whales, and other New Zealand marine Mammalia. Proc. Zool. Soc. Lond. 1873 : 129-145
- 1874. Description of the skull of a new species of dolphin (Feresa attenuata). Ann. Mag. Nat. Hist. (4) 4 : 238-239
- 1874. Hand-list of Seals, Morses, Sea-lions, and Sea-bears in the British Museum. Londres : British Museum 44 pp. 30 pls
- 1875. Feresa attenuata, sp. n. J. Mus. Godeffroy 8: sin detalles
- 1875. Miscellanea. pp. 12a-12d in Richardson, J. & Gray, J.E. (1844-1875) (eds) The Zoology of the Voyage of H.M.S. Erebus & Terror, under the Command of Captain Sir James Clark Ross, R.N., F.R.S., durante los años 1839 a 1843. Mammalia, birds. Londres : E.W. Janson Vol. 1

## Honores

### Eponimia
La garcilla india (Ardeola grayii) fue denominada en su honor.
- La abreviatura «J.E.Gray» se emplea para indicar a John Edward Gray como autoridad en la descripción y clasificación científica de los vegetales.[1]

## Abreviatura (zoología)
La abreviatura J.E.Gray  se emplea para indicar a John Edward Gray como autoridad en la descripción y taxonomía en zoología.